# Phyllanthus mooneyi
Phyllanthus mooneyi är en emblikaväxtart som beskrevs av Michael George Gilbert. Phyllanthus mooneyi ingår i släktet Phyllanthus och familjen emblikaväxter.
Artens utbredningsområde är Etiopien. Inga underarter finns listade i Catalogue of Life.